# Valeria medico legale
Valeria medico legale è una serie televisiva italiana andata in onda per due stagioni, dal 2000 al 2002, su Canale 5. Diretta da Gianfrancesco Lazotti.
L'attrice Claudia Koll interpreta la protagonista, nel ruolo di uno dei pochi medici legali donna in Italia.

## Trama
La serie è incentrata sulle vicende di Valeria Banzi, medico legale al suo primo incarico nella sezione omicidi.  La donna, dal carattere solare e ironico, si ritrova ad affiancare nelle indagini proprio il commissario Luca Leoni, ex marito e padre del piccolo Matteo, che ha cresciuto quasi da sola. I due, nonostante i numerosi scontri professionali e privati, riusciranno a collaborare e a ritrovare un loro equilibrio. Nel corso degli episodi, Valeria, grazie ad una forte empatia umana, unita ad una profonda competenza scientifica, riuscirà a far luce sui diversi casi.

## Episodi
| Stagione         | Episodi | Prima TV |
| ---------------- | ------- | -------- |
| Prima stagione   | 12      | 2000     |
| Seconda stagione | 4       | 2002     |